# Johann Clausen Rollwagen
Jan Claesz Rolwaghen oder Johann Clausen Rollwagen (* 1563 oder 1564; † 1623 oder 1624) war ein niederländischer Deichgraf, der zwischen 1608 und 1616 in Eiderstedt aktiv war.

## Leben
Um das Jahr 1590 lebte Clausen als Makler in Amsterdam. Später übersiedelte er wahrscheinlich ins nordholländische Alkmaar. In Zusammenarbeit mit dem reformierten Pfarrer Caspar Coolhaes verfasste Clausen 1601 ein Pamphlet für die Religionsfreiheit, was zu einem scharfen literarischen Disput mit den niederländischen Calvinisten führte. Um 1603/1604 nahm Clausen die Eindeichung des Schoonorther Polder in Ostfriesland vor. Ein Jahr später folgten weitere Eindeichmaßnahmen am Dollart.
Im Jahr 1609 wurde Clausen von Herzog Johann Adolf zum Generaldeichgraf in den gottorfschen Anteilen Nordfrieslands ernannt. Als Wohnsitz wies ihm der Herzog das Tönninger Schloss zu. Da Clausen mit dem (Wieder-)Gewinn des Gotteskoogs „fast unsterblichen Ruhm“ erlangt hatte, gelang es ihm in der Folge, einige Privilegien für die Eiderstedter Mennoniten durchzusetzen.
Im Jahr 1610 wurde unter Clausens Führung der Siversflether Koog an der Nordseite Eiderstedts eingedeicht. In den kommenden Jahren folgten der Augustenkoog bei Westerhever, der Freesenkoog bei Koldenbüttel (beide 1611 eingedeicht), der Harbleker Koog (1612), der Dreilandenkoog (1613) sowie der Süderfriedrichskoog bei Tönning (1613). Im Jahr 1613 wurde auch der Tönninger Hafen fertiggestellt. Beteiligt war Clausen auch am Bau der Norderbootfahrt von Tönning nach Tetenbüll und der Süderbootfahrt von Garding bis Katingsiel. Dabei kam es zu handfesten Auseinandersetzungen mit einheimischen Arbeitern, bei denen Rollwagens Diener, der einen Arbeiter erschossen hatte, gelyncht wurde. Vermutlich spielte dabei der Argwohn der Einheimischen, der niederländische Deichbauspezialist und Oktroypartizipant habe es auf ihr Land abgesehen, mit der Unzufriedenheit mit den Arbeitsbedingungen zusammen. Zudem wurde der wegen seines flachen Profils platzintensive Deich auf Vorland errichtet, dass die Landbesitzer bis dahin als Sommerweide genutzt hatten. Schon vor Abschluss der Arbeiten in Tönning im September 1613 übersiedelte Clausen deshalb wieder nach Alkmaar. Jan Clausen Coott als Vizideichgraf übernahm die Fertigstellung.
Im Jahr 1616 beauftragte ihn der Herzog Friedrich III. mit der Reparatur der Deichbrüche, die die Große Schadensflut von 1615 auf Strand verursacht hatte. Im Jahr 1618 war Clausen noch einmal als Deichbaumeister eines Koogs bei Cuxhaven aktiv.

## Deichbau
Unter Johann Clausen kommerzialisierte sich der Deichbau. Zudem führte Clausen wesentliche Änderungen beim Bau der Deiche ein. So setzte er beispielsweise zur Seeseite der Deiche ein deutlich flacheres Profil durch, womit die Wucht der Wellen besser abgefangen werden konnte. Dass Clausen seinen Beinamen Rollwagen der Einführung der Schubkarre an der schleswigschen Westküste verdankt, ist eine Legende, da er diesen Namen bereits bei seinem ersten Besuch in den Herzogtümern 1608 trug.
Rollwagen war zum Jahr 1619 in Cuxhaven tätig, später in Westfriesland.

## Familie
Johann Clausen hatte drei Kinder. Sein Sohn Claus Jansen Rollwagen (1588–1631) wurde 1610 vom Herzog Johann Adolf als Landmesser in Dienst genommen und 1616 als Nachfolger seines Vaters von Herzog Friedrich III. zum Generaldeichgrafen ernannt. Auf ihn geht der 1623 begonnene Bau eines von der westlichen Karrharde bis zur Wiedingharde durch den Gotteskoog führenden Entwässerungsgraben mit dem Namen Rollwagenzug zurück. Seine Witwe lebte mit den gemeinsamen Kindern auf Hof Freesmark im Gotteskoog, wo sie bei der Burchardiflut 1634 umkamen.

## Geschichtsschreibung
Anton Heimreichs Beschreibung in seiner Nordfriesischen Chronik ist es zu verdanken, dass Johann Clausen Rollwagen in der Geschichtsschreibung häufig mit dem lokalen Mennonitenführer und Deichbauunternehmer Jan Clausen Coott/Kotte vermischt oder verwechselt wurde.

## Schriften
- Corte bestraffingh op d'antwoort van een sorchvuldich helt, die hem al te regireus inde wapens stelt, 1602
- Tegenbericht der Apologia des edictz van Groninghen: welck edict cortelijck verantwoordt is door een schrivent der Apologia: 'tgheene [...] door dit teghenbericht [...] wederleydt wordt.
- Tsamenspreeckinghe van drie persoonen, over het regireus placcaet van Groninghen, ghekondicht den 7. September, oude stijl. Anno sesthien-hondert ende een. Hollander. Embder. Ghereformeerde. Door welcke tsamensprekinge naecktelick verthoont wort, dat die van Groninghen doort selfde nieuwe conscientie-dwangh in voeren, tot onderdruckinge ende verdrijvinghe van vele vromen .../ [By Jan Claesz Rolwaghen et al.]
- Perfecte Delineation Des newen eingeteichten Landes, so in der Herzlichkeit Ritzebuttel in dem Jahr 1618 Vermittelst Gottes des allmechtigen gnediger hulffe ist eingeteicht, groß, sonder die Cuxhaven, ausgegrabene putten Wegh vnd Ringslot breit 10 fuss bei dem newen vnd altem Teich. ... / Alles nach Geometrischer Observation also gemessen vnd ausgetheilt durch Claus Jans Rollwagen vnd Jacob de Moll. Johan Dirck. sculpt. 1618